# アルベール・ダマデ
アルベール・ジェラール・レオ・ダマデ（Albert Gérard Léo d'Amade、1856年12月24日 – 1941年11月11日）は、フランスの軍人。最終階級はフランス陸軍の将軍であった。 

## 生い立ちとモロッコでの軍役

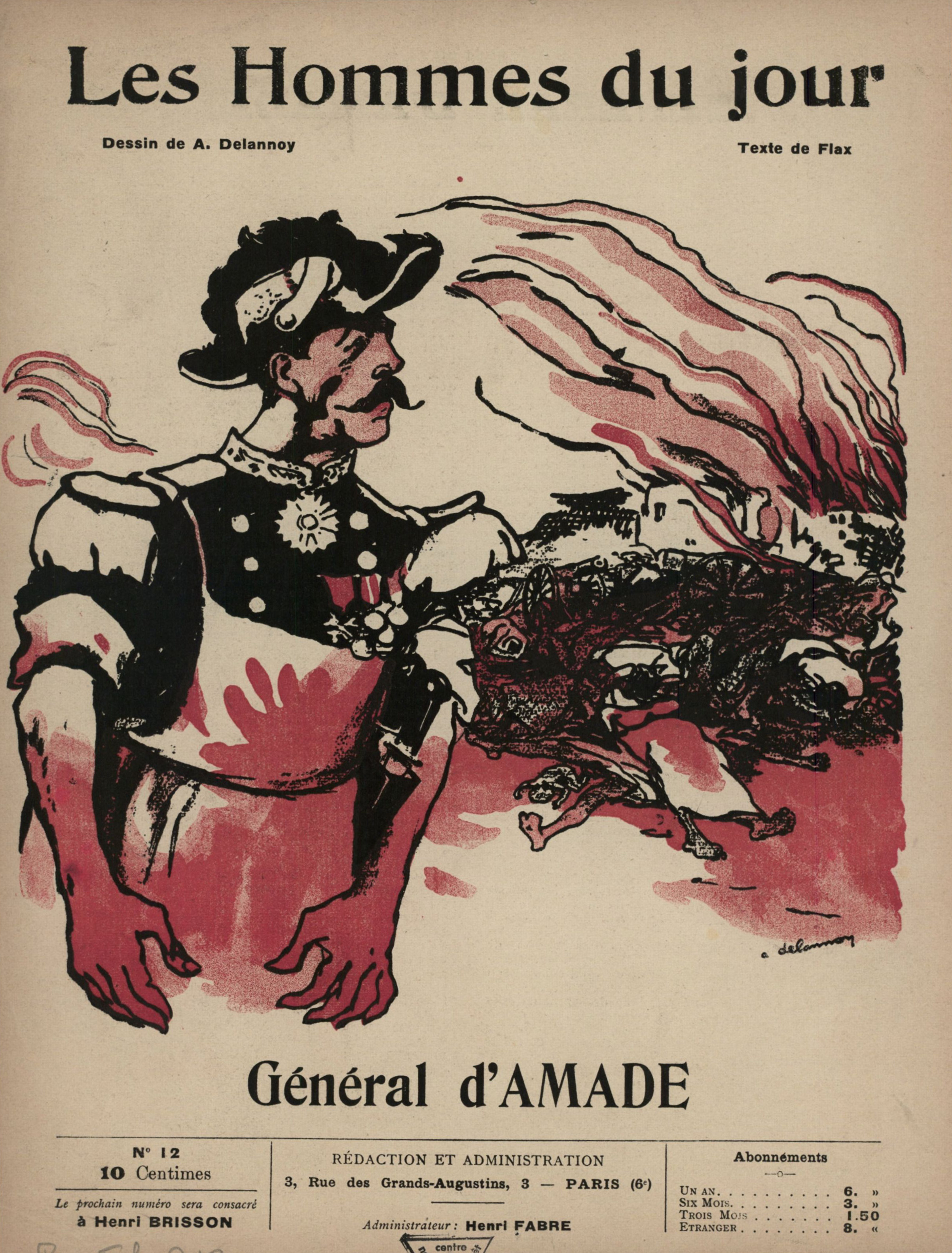
雑誌『Les Hommes du jour（フランス語版、タイトルは「本日の男性」の意味）』に掲載されたアリスティード・デラノイ（Aristide Delannoy）によるアルベール・ダマデの挿絵、1908年。

1856年12月24日トゥールーズに生まれる。
1874年サン・シール陸軍士官学校に入学。訓練を積んだのち1876年に少尉となりアルジェリアのライフル部隊である第3連隊（3rd Algerian Tirailleurs Regiment）に入る。1881年にアルジェリアより帰還すると第143歩兵連隊（143e régiment d'infanterie）にて中尉に昇格。1885年3月に第108歩兵連隊（108e régiment d'infanterie）に異動となる。その後1904年までトンキンでの軍役に参与。フランスに戻ると第71歩兵連隊（71e régiment d'infanterie）に入るが後准将により1907年3月27日参謀となったあとモロッコに赴くこととなった（当時フランスはアフリカ横断政策を行っていた、アフリカ分割を参照）。
モロッコでは既に時の陸軍将軍アントワーヌ・ドルード（Antoine Drude）が反乱の軍と戦っており1907年の7・8月に起こった大規模な反乱を受けて同年の末にカサブランカとその周辺を制圧していた。しかしながらカサブランカを含むシャウイア州（Chaouia (Morocco)）のフランスによる統治はまだ弱くダマデは反乱勢力を同地から追放する役を負っていた。当時特に反乱が大きかったのはセタト州（Settat）でのものとムダクラ族（Mdakra）によるものだった。
1908年1月、ダマデはドルードの後任となる形で将軍となった。  2月2日Dar-Kseibatでの戦いに勝利し月末よりオウラド・サイードでの反乱軍弾圧を行った。一方で占領地に電機回線を繋いだり、前線を退いた後に軍事キャンプ地を作ったり港湾の交易の再開のため務めたりした。またコーランに基づく税制も定めた上にアルジェリア兵グミエの創設にも大きく関わっている。1908年10月9日少将となり第9歩兵連隊（9e division d'infanterie (France)）に入り、1909年2月22日に帰還。

## 第一次世界大戦とその後
第一次世界大戦が勃発する直前の1914年8月17日、ダマデはモブージュとダンケルクを守る役に付き数度戦闘を行った。その後マルヌの戦いにも参加したが前線を退きマルセイユの軍事知事（Gouverneur militaire）に任ぜられていた。
1915年2月24日、彼は東方遠征軍（Armée d'Orient (1915–1919)）の指揮官に任命され、4月25日ガリボリ半島に上陸（ドイツ側で参戦していたオスマン帝国の武装が予想より強固だったため海峡のアジア側に陽動作戦として上陸を試みた）、ガリポリの戦いの初期段階で軍を率いたがドイツの援護もあり大きな戦果は挙げられなかった（しかしこれはもと作戦自体がいくつかの欠陥を孕んでいたためダマデの失態とは考えられていない）。  
そのすぐ後に病に罹り、1915年5月14日フランスに帰還し将軍職をアンリ・グロー（Henri Gouraud (general)）に譲ると、レンヌ第10連管区に務めその後はフロンサックを終の棲家とした。
1941年11月11日死去。遺体はアンヴァリッドの金庫室に現在まで保管されている。生前軍役中に写真を度々撮影したことが知られるが現在は公開されていない。